# Zenkeria elegans
Zenkeria elegans är en gräsart som beskrevs av Carl Bernhard von Trinius. Zenkeria elegans ingår i släktet Zenkeria och familjen gräs. Inga underarter finns listade i Catalogue of Life.